# Franc Avbelj
Franc Avbelj-Lojko, slovenski delavec,  komunist, partizan in narodni heroj Jugoslavije, * 27. oktober 1914, Trnjava pri Lukovici, † 24. december 1991, Vir.
Avbelj je v partizane stopil leta 1941 in postal borec  Šercerjevega bataljona. Leta 1942 je postal član KPS. Maja 1942 se je proslavil v boju z italijanskimi silami, ko je sam z mitraljezom en dan in eno noč kril umik svoje enote. 
Kasneje je postal politični komisar, in komandir v Kamniškem in Savinjskem bataljonu, komandant bataljona v  Gubčevi brigadi
in Notranjskem odredu, komandant Notranjskega odreda ter leta 1943 komandant Gubčeve brigade, s katero je v eni od akcij zavzel železniško postajo Mirna Peč.  
Od konca leta 1943 do konca leta 1944 je s svojo enoto ostal na Dolenjskem in deloval na področju Trebelnega, Žužemberka, Trebnjega, pa tudi na južnem delu Štajerske. Proti koncu leta 1944 je bil težko ranjen v glavo, zaradi česar je ostal do smrti invalid. Po osvoboditvi je bil med drugim komandant mesta v Novem mestu, direktor zapora in predsednik OLO v Domžalah in predsednik Občinskega odbora ZZB NOV.
Za narodnega heroja je bil proglašen 13. septembra 1952.